# Giro podaljšana tristrana kupola
| Giro podaljšana tristrana kupola | Giro podaljšana tristrana kupola            |
| -------------------------------- | ------------------------------------------- |
| Rhombohedron                     |                                             |
| Vrsta                            | Johnsonovo telo J21-J22-J23                 |
| Stranske ploskve                 | 1+3.3+6 trikotnikov 3 kvadrati 1 šestkotnik |
| Robovi                           | 33                                          |
| Oglišča                          | 15                                          |
| Dualni polieder                  | -                                           |
| Konfiguracija oglišča            | 3(3.4.3.4) 2.3(33.6) 6(34.4)                |
| Simetrijska grupa                | C3v                                         |
| Lastnosti                        | konveksna                                   |
| mreža telesa                     |                                             |

Giro podaljšana tristrana kupola je eno izmed Johnsonovih teles (J22). Lahko jo dobimo tako, da dodamo šeststrano antiprizmo na osnovno ploskev tristrane kupole (J3). Ta postopek imenujemo "giro podaljševanje", (glej Johnsonovo telo) kar pomeni, da je antiprizma pritrjena na osnovno ploskev telesa ali med osnovni ploskvi več teles.
Giro podaljšana tristrana kupola se lahko obravnava tudi kot giro podaljšana tristrana bikupola (J44), ki ima eno tristrano kupolo odstranjeno.
Podobno kot kupole ima osnovni mnogokotnik dvakrat toliko stranic kot zgornji. Spodnji mnogokotnik je šestkotnik, zgornji pa je trikotnik.
V letu 1966 je Norman Johnson (rojen 1930) imenoval in opisal 92 teles, ki se sedaj imenujejo Johnsonova telesa.

## Prostornina in površina
Naslednja izraza za prostornino (V) in površino (P) sta uporabna za vse stranske ploskve, ki so pravilne in imajo dolžino roba 1 
{\displaystyle V=({\frac {1}{3}}{\sqrt {{\frac {61}{2}}+18{\sqrt {3}}+30{\sqrt {1+{\sqrt {3}}}}}})a^{3}\approx 3.51605...a^{3}}
{\displaystyle A=(3+{\frac {11{\sqrt {3}}}{2}})a^{2}\approx 12.5263...a^{2}}

## Dualni polieder
Dualno telo giro podaljšane kvadratne kupole ima 25 stranskih ploskev: 8 deltoidov, 4 rombe in 8 štirikotnikov.